# Енріко Монтезано
Енріко Монтезано (італ. Enrico Montesano; 7 червня 1945, Рим) — відомий італійський кіноактор комедійного жанру, комік.

## Життєпис
Енріко Монтезано дебютував в 1966 році в шоу під назвою «Humor nero». Пізніше він став дуже популярним актором як у театрі, так і на телебаченні, в сімдесятих роках він взяв участь у кількох італійських комедіях. 
Став найбільш відомий за роль Армандо у фільмі «Божевільні стрибки», і за роль Калеба у фільмі «Злодій». 
У 1985 році, працюючи над фільмом «A me mi piace», Монтезано виступив як актор і режисер. Його кар'єра тривала з 1967 по 2010 рік.

## Фільмографія
- 1981 : «Готельний номер» / (Camera d'albergo) — Фаусто Талпоні